# Смирнов, Станислав Константинович
Станисла́в Константи́нович Смирно́в (род. 3 сентября 1970, Ленинград, СССР) — российский и швейцарский математик, лауреат Филдсовской премии (2010), входит в состав Общественного совета при Минобрнауки (2012). С 2003 года профессор Женевского университета.
Член Европейской академии Academia Europaea (2013). Основатель факультета математики и компьютерных наук СПбГУ.
Основные результаты — в области предельного поведения двумерных решётчатых моделей: перколяций и модели Изинга, в частности — доказательство формулы Карди для перколяций на треугольной решётке, доказательство конформной инвариантности для различных двумерных моделей, доказательство гипотезы о константе связности для шестиугольной решётки.

## Биография
Окончил школу № 239 с углублённым изучением математики и физики. С пятого класса занимался математикой в кружке Дворца Пионеров под руководством Сергея Евгеньевича Рукшина. В 1986 и 1987 годах член сборной СССР на международной олимпиаде по математике среди школьников. На обеих олимпиадах, решив все предложенные задачи и показав 100 % результат, дважды становился обладателем золотой медали.
Как победитель международной олимпиады, был зачислен без экзаменов на математико-механический факультет СПбГУ, который окончил в 1992 году (научный руководитель — Виктор Петрович Хавин).
После окончания СПбГУ был приглашён Николаем Георгиевичем Макаровым (чей курс слушал в Санкт-Петербургском отделении Математического института Стеклова) в аспирантуру в Калифорнийский технологический институт, где в 1996 году получил степень Ph.D. Стажировался в Йельском университете, некоторое время работал в Принстоне (Институт высших исследований) и в Бонне (Институт математики Макса Планка).
Позже стал профессором Королевского технологического института в Стокгольме и исследователем в Шведской королевской академии наук (2001).
С 2003 года работает в Женевском университете. Там у него занимался над докторской и как постдок Юго Дюминиль-Копен.
В 2010 году получил научный мегагрант Правительства Российской Федерации, в рамках которого создал в СПбГУ лабораторию. По результатам деятельности лаборатории в 2019 году был создан факультет математики и компьютерных наук — третий математический факультета в СПбГУ (вопреки мнению большинства членов Учёного совета университета).
Жена — Татьяна Смирнова-Нагнибеда, с которой познакомился ещё в математическом кружке, — тоже математик, профессор в Женевском университете. Воспитывает дочь Александру (2002) и сына Николая (2006).

## Общественная деятельность
Участвовал во встречах мегагрантников с президентами Медведевым 23 мая 2011 года и Путиным 19 сентября 2016 года. Один из инициаторов Президентской программы поддержки учёных, предложенной получателями мегагрантов на встрече с Президентом России 19 сентября 2016 года.
Наряду с крупными деятелями искусства и спорта является учредителем и членом правления фонда «Талант и успех», где развивает математическое направление в образовательном центре для одарённых детей «Сириус» и в одноимённом Научно-технологическом университете в Сочи.

## Награды и отличия
- Премия Санкт-Петербургского математического общества (1997)
- Премия Математического института Клея (2001)
- Премия Салема (2001)
- Премия Грана Густафсона (2001)
- Премия Ролло Давидсона (англ. Rollo Davidson Prize) (2002)
- Премия Европейского математического общества (2004)
- Премия Филдса (2010) — «за доказательство конформной инвариантности двумерной перколяции и модели Изинга в статистической физике»[19]
- Научный мегагрант Правительства России (2010)[10]
- Чернский приглашённый профессор (2013)
- Медаль Онсагера[англ.], Норвежский университет естественных и технических наук (2013)